# Bijbiāra
Bijbiāra är en ort i Indien.   Den ligger i distriktet Anantnāg och unionsterritoriet Jammu och Kashmir, i den norra delen av landet, 600 km norr om huvudstaden New Delhi. Bijbiāra ligger 1 607 meter över havet och antalet invånare är 24 590.
Terrängen runt Bijbiāra är varierad. Runt Bijbiāra är det tätbefolkat, med 369 invånare per kvadratkilometer. Närmaste större samhälle är Anantnag, 8,2 km sydost om Bijbiāra. Trakten runt Bijbiāra består till största delen av jordbruksmark.